# 奧內加 (堪薩斯州)
奧內加（英語：Onaga）是一個位於美國堪薩斯州波特瓦特米縣的城市。

## 地方資料
根據2020年美國人口普查的數據，奧內加的面積為1.70平方千米，當中陸地面積為1.70平方千米，而水域面積為0.00平方千米。當地共有人口679人，而人口密度為每平方千米399.41人。